# Zlatko Mateša

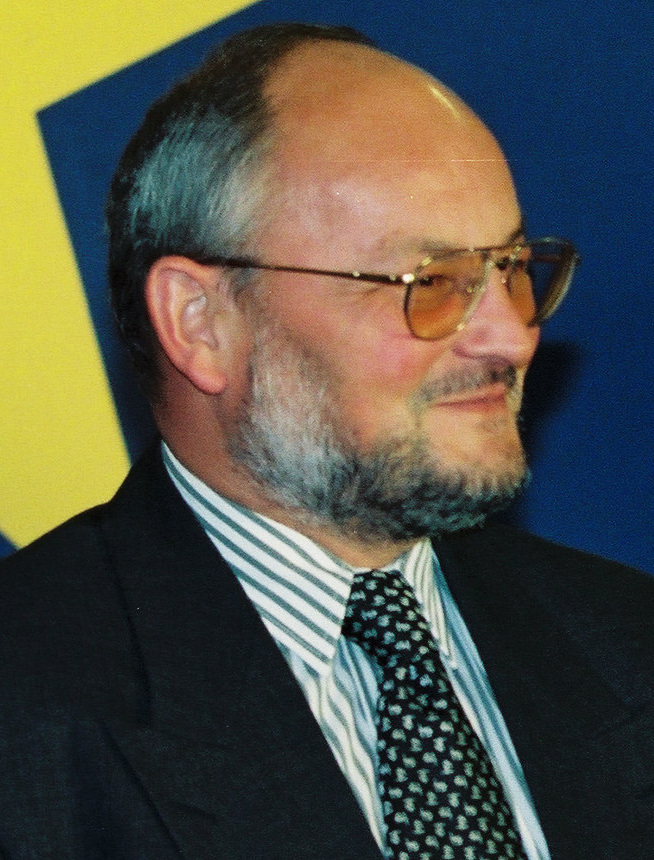
Zlatko Mateša (1996)

Zlatko Mateša (* 17. Juni 1949 in Zagreb) ist ein Rechtsanwalt, Sportfunktionär und Politiker der Kroatischen Demokratischen Gemeinschaft HDZ (Hrvatska demokratska zajednica), der unter anderem von 1995 bis 2000 Premierminister der Republik Kroatien war und seit 2002 Präsident des Kroatischen Olympischen Komitees HOO (Hrvatski olimpijski odbor) ist.

## Leben

### Studien, Wirtschaftsmanager und Minister
Zlatko Mateša, der ein bekannter Wasserballspieler für HAVK Mladost Zagreb war, absolvierte nach dem Schulbesuch ein Studium der Rechtswissenschaften an der Universität Zagreb, welches er 1974 abschloss. Er wurde zunächst 1977 Rechtsreferent im Institut für Bauwesen von Zagreb und wechselte nach seiner Zulassung zum Rechtsanwalt 1978 zum Mineralöl- und Erdgaskonzern INA (Industrija nafte). Für INA war er zunächst zwischen 1978 und 1985 Leiter des Geschäftsbereichs Handel, danach von 1985 bis 1990 als Direktor der Rechtsabteilung und zuletzt zwischen 1990 und 1992 als stellvertretender Generaldirektor für Managementorganisation tätig. Während dieser Zeit schloss er ein postgraduales Studium der Rechtswissenschaften an der Universität Zagreb 1990 mit einem Master ab. Nach der Unabhängigkeit der Republik Kroatien von Jugoslawien am 25. Juni 1991 war er zwischen 1992 und 1993 Direktor der Agentur für Umstrukturierung und Entwicklung.
1993 wurde Mateša erstmals in die Regierung der Republik Kroatien berufen und übernahm im Kabinett von Premierminister Nikica Valentić zwischen 1993 und 1995 den Posten als Minister ohne Geschäftsbereich und war im Anschluss 1995 kurzzeitig Wirtschaftsminister. Er hat auch an vielen Projekten teilgenommen, wie beispielsweise an der Gründung der nationalen kroatischen Fluggesellschaft Croatia Airlines am 20. Juli 1989, wo er auch Vorstandsmitglied wurde, von INA Rent a Car sowie 1995 als Vorstandsmitglied der Bank Privredna banka Zagreb (PBZ) und des Versicherers Croatia osiguranje.

### Premierminister und Abgeordneter
Am 7. November 1995 wurde Zlatko Mateša von Staatspräsident Franjo Tuđman als Nachfolger von Valentić schließlich selbst zum Premierminister der Republik Kroatien berufen und bekleidete dieses Amt bis zum 27. Januar 2000, woraufhin Ivica Račan seine Nachfolge antrat. Seinem Kabinett gehörten unter anderem folgende Personen an:
- Außenminister: Mate Granić,
- Verteidigungsminister: Gojko Šušak († 3. Mai 1998), seit dem 3. Mai 1998 seit dem 14. Mai 1998 Andrija Hebrang[3] sowie seit dem 14. Oktober 1998 Pavao Miljavac,
- Innenminister: Ivan Jarnjak sowie seit dem 16. Dezember 1996 Ivan Penić,
- Finanzminister: Božo Prka sowie seit dem 11. September 1997 Borislav Škegro,
- Justizminister: Miroslav Šeparović, seit dem 14. Mai 1998 Milan Ramljak sowie seit dem 15. April 1999 Zvonimir Šeparović.

Bei der Parlamentswahl in Kroatien 2000 wurde Mateša für die Kroatische Demokratische Gemeinschaft HDZ (Hrvatska demokratska zajednica) zum Mitglied des Parlaments (Sabor) gewählt und gehörte diesem bis 2004 an. Er war während seiner Parlamentsmitgliedschaft Mitglied des Wirtschaftsausschusses und ferner Mitglied der Parlamentarischen Delegation bei der NATO.

### Tätigkeiten in der Wirtschaft und Präsident des Kroatischen Olympischen Komitees
2000 wurde Zlatko Mateša ferner Vorstandsmitglied des Energieversorgungsunternehmens Hrvatska elektroprivreda (HEP) und der öffentlich-rechtlichen Rundfunkgesellschaft Hrvatska radiotelevizija (HRT). Mateša hat eine zusätzliche Ausbildung an der Harvard University im Rahmen des Executive Education for Leaders in Development Program und am Henley Management College absolviert, wo er Fachseminare absolvierte. Er ist Mitglied mehrerer renommierter Organisationen, darunter des Institute of Directors in London, der Strategic Management Society in den Vereinigten Staaten und der Turnaround Management Association.
2002 war er Mitgründer der Hochschule für Wirtschaft und Management Zagreb ZŠEM (Zagrebačka škola ekonomije i managementa) und ist deren Pro-Dekan. Innerhalb der Abteilung für Management, Unternehmertum und digitale Transformation ist er Dozent für den Kurs „Strategisches Management“ auf Bachelor-Ebene und den Kurs „Strategie“ auf Graduierten-Ebene.
Ebenfalls 2002 übernahm Zlatko Mateša von Zdravko Hebel das Amt als Präsident des Kroatischen Olympischen Komitees HOO (Hrvatski olimpijski odbor) und hatte dieses seither inne. Er ist ferner seit 2009 Mitglied des Exekutivkomitees des Europäischen Olympischen Komitees EOC, Mitglied des Ausschusses für internationale Beziehungen der Vereinigung der Nationalen Olympischen Komitees ANOC und war ferner zwischen 2009 und 2013 Mitglied des Exekutivkomitees des Comité international des Jeux méditerranéens CIJM, das für die Ausrichtung der Mittelmeerspiele verantwortlich ist. 2009 erwarb er einen Doctor of Philosophy (Ph.D.) an der Sport-Universität Peking. 2017 wurde er mit dem EOC Order of Merit, dem Verdienstorden des Europäischen Olympischen Komitees ausgezeichnet.
Zlatko Mateša war mit der Tochter von Franjo Gregurić verheiratet, der zwischen 1991 und 1992 Premierminister der Republik Kroatien sowie von 1993 bis 1995 Generaldirektor des Mineralölkonzerns INA war. Diese Ehe wurde geschieden.